# Too Much Information (Maxïmo Park)
Too Much Information è il quinto album discografico in studio del gruppo musicale indie rock inglese Maxïmo Park, pubblicato nel febbraio 2014.

## Tracce
1. Give, Get, Take – 3:20
2. Brain Cells – 3:08
3. Leave This Island – 4:00
4. Lydia, The Ink Will Never Dry – 3:02
5. My Bloody Mind – 3:42
6. Is It True? – 3:45
7. Drinking Martinis – 3:31
8. I Recognise the Light – 2:15
9. Midnight on the Hill – 4:05
10. Her Name Was Audre – 2:00
11. Where We're Going – 2:43

## Gruppo
- Paul Smith - voce
- Duncan Lloyd - chitarra, cori
- Archis Tiku - basso
- Tom English - batteria
- Lukas Wooller - tastiere